# Nest (tijdschrift)
Nest is een Belgisch maandblad dat uitgegeven wordt door Roularta Media Group in België.
Het verschijnt in beide landstalen en draagt in beide landsdelen dezelfde titel.
Nest is een lifestyleblad met vijf belangrijke redactionele pijlers: country living, huis en tuin, spijs & drank, hobby, mode & wellness.